# Poblat ibèric del Coll del Moro
El poblat ibèric i la necròpolis del Coll del Moro són dos jaciments arqueològics situats a la muntanya de Coll del Moro al terme municipal de Gandesa, a la Terra Alta, declarat bé cultural d'interès nacional.
Està situat en un punt alt que domina una extensa àrea de comunicació natural entre el curs de l'Ebre i Aragó.

## Poblat ibèric fortificat
El poblat és un assentament iber fortificat d'uns 3.350 metres de la tribu dels ilercavons. Actualment forma part de la Ruta dels Ibers. El recinte fortificat durà del segle v aC a l'I dC. Aquest recinte està presidit per una gran torre situada al punt més alt de l'assentament. A l'interior del poblat s'ha descobert un taller destinat a la transformació del lli i a la manufactura de teixits.
Fou objecte de diferents campanyes d'excavació entre 1971 i 1976. Des de 1982, després de la seva adquisició per la Generalitat, s'hi han portat a terme unes intervencions arqueològiques continuades que han permès avançar considerablement en el seu coneixement. Els estudis fins ara realitzats sobre la torre (l'element més vistent i característic del poblat) i el seu fossat annex assenyalen una cronologia fundacional de començament del segle v aC, si bé s'hi han pogut recuperar alguns materials descontextualitzats que podrien fer retrocedir força la data inicial d'ocupació del lloc (situable pels volts de l'any 600 aC). La segona línia de defensa del poblat, formada per tres bastions, va ser destruïda cap al final del segle iii aC o durant la primera meitat del segle ii aC.
L'existència del poblat es remuntaria als segles VI-V aC i després de la Segona Guerra Púnica, a partir del darrer quart del segle iii aC, el Coll del Moro passaria de ser un recinte defensat per una torre-talaia, a ser un poblat completament fortificat.

## Necròpolis de túmuls

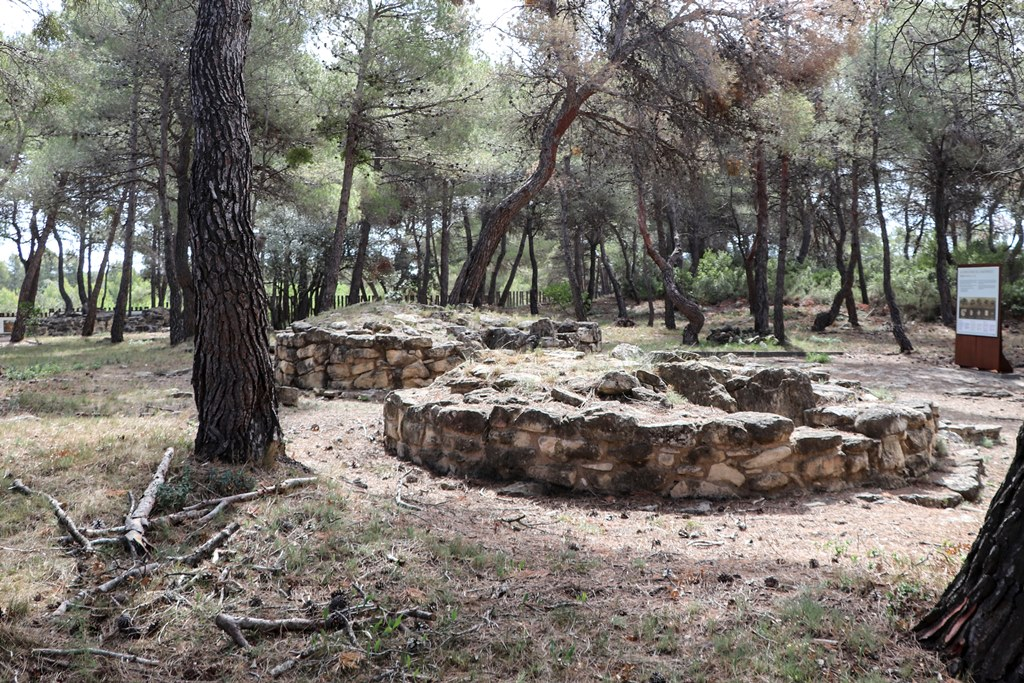
Necròpolis de les Maries

La necròpolis amb tres àrees d'enterrament, conegudes amb els noms dels Calars, el Teuler i les Maries, va ser descoberta i parcialment excavada l'any 1953. Després dels treballs fets entre 1971 i 1974 i dels portats a terme entre 1984 i 1991, sembla confirmar-se una datació situada aproximadament entre els anys 800 i 450 aC.
La troballa, pels voltants dels túmuls funeraris, de diferents materials arqueològics amb una cronologia que arriba fins al segle iv aC fa pensar en una presència d'hàbitat relacionable amb l'establiment pròxim, i amb una coexistència entre la fase més tardana de la necròpolis i la més primitiva del poblat.

## Fortí romà
L'any 2014 van descobrir un fortí romà al jaciment dels segles II-I aC.